# SUPER BEST TRY to REMEMBER
『SUPER BEST TRY to REMEMBER』（スーパー ベスト トライ トゥ リメンバー）は、光GENJIの3枚目のベスト・アルバム（3枚組）。1994年8月2日（火曜日）にポニーキャニオンから発売された。

## 解説
1987年8月19日発売のデビュー・シングル「STAR LIGHT」から1994年7月21日発売の26thシングル「TRY TO REMEMBER」まで7人でリリースした全シングルA面に「PLEASE」を収録した3枚組。ジャケット用スチール写真を掲載したフォトブック付。

## バージョン違い
「剣の舞」はシングルとはアレンジが大きく異なる。
「荒野のメガロポリス」と「リラの咲くころバルセロナへ」は、シングルではカットされた2番の歌詞が入ったフルサイズで収録されている。
「風の中の少年」のアウトロと、「WINNING RUN」と「Meet Me」のイントロも、わずかながらシングルとは異なっている。

## 収録曲

### Disc 1
1. STAR LIGHT
2. ガラスの十代
3. パラダイス銀河
4. Diamondハリケーン
5. 剣の舞
6. 地球をさがして
7. 太陽がいっぱい
8. 荒野のメガロポリス
9. PLEASE

### Disc 2
1. Little Birthday
2. CO CO RO
3. 笑ってよ
4. 風の中の少年
5. 奇跡の女神
6. WINNING RUN
7. GROWING UP
8. TAKE OFF
9. リラの咲くころバルセロナヘ

### Disc 3
1. Meet Me
2. 愛してもいいですか
3. 君とすばやくSLOWLY
4. 勇気100%
5. BOYS in August
6. この秋‥ひとりじゃない
7. BRAVO!Nippon〜雪と氷のファンタジー〜
8. ヨーソロー! 未来へよろしく
9. TRY TO REMEMBER